# Skierbieszów (gmina)
Pour les articles homonymes, voir Skierbieszów.
Skierbieszów est une gmina rurale (gmina wiejska) du powiat de Zamość, dans la Voïvodie de Lublin, dans l'est de la Pologne.
Son siège administratif (chef-lieu) est le village de Skierbieszów, qui se situe environ 17 kilomètres (km) au nord-est de Zamość (siège du powiat) et 72 kilomètres au sud-est de la capitale régionale Lublin (capitale de la voïvodie).
La gmina couvre une superficie de 139,17 km2 pour une population de 5 604 habitants en 2006.

## Histoire
De 1975 à 1998, la gmina est attachée administrativement à l'ancienne voïvodie de Zamość.

Depuis 1999, elle fait partie de la nouvelle voïvodie de Lublin.

## Géographie
La gmina inclut les villages (sołectwa) de:
- Dębowiec
- Dębowiec-Kolonia
- Drewniki
- Hajowniki
- Huszczka Duża
- Huszczka Mała
- Iłowiec
- Kalinówka
- Łaziska
- Majdan Skierbieszowski
- Marcinówka
- Nowa Lipina
- Osiczyna
- Podhuszczka
- Podwysokie
- Sady
- Skierbieszów
- Skierbieszów-Kolonia
- Sławęcin
- Stara Lipina
- Suchodębie
- Sulmice
- Szorcówka
- Wiszenki
- Wiszenki-Kolonia
- Wysokie Drugie
- Wysokie Pierwsze
- Zabytów
- Zawoda
- Zrąb-Kolonia

### Gminy voisines
La gmina de Skierbieszów est voisine des gminy de
- Grabowiec
- Izbica
- Kraśniczyn
- Sitno
- Stary Zamość
- Zamość

## Structure du terrain
D'après les données de 2002, la superficie de la commune de Skierbieszów est de 139,17 kilomètres carrés, répartis comme telle :
- terres agricoles : 80 %
- forêts : 14 %

La commune représente 7,43 % de la superficie du powiat.

## Démographie
Données du 30 juin 2004:
| Description        | Total  | Total | Femmes | Femmes | Hommes | Hommes |
| ------------------ | ------ | ----- | ------ | ------ | ------ | ------ |
| Unité              | Nombre | %     | Nombre | %      | Nombre | %      |
| Population         | 5 938  | 100   | 2 842  | 50     | 2 839  | 50     |
| Densité (hab./km²) | 40,8   | 40,8  | 20,4   | 20,4   | 20,4   | 20,4   |